# Бакало Іван Іванович
Бакало Іван Іванович (псевдонім — Іван Мар’єнко) (*12 лютого (31 січня) 1898 — †8 квітня 1972) — економіст, педагог, совєтолог. 
Народився поблизу Миргорода у селянський сім’ї. Закінчив економічний факультет Київського інституту народного господарства (1922). Комендант Миргорода. Від 1922 викладач економічної географії у Миргородському соціально-економічному технікумі, в 1923–1925 організував приватну Миргородську торговельно-промислову школу. Від 1926 — у Харкові. Заступник завідувача статистично-кредитного відділу Харківського сільбанку (1926), від 1927 — у товаристві «Сільський господар», в 1929–1933 — старший науковий співробітник Харківського НДІ реконструкції сільського господарства. В 1931–1933 — асистент Харківського сільськогосподарчого інсититуту, викладач загального курсу статистики в Зоотехнічному інституті. Восени 1933 добровільно залишив викладацьку роботу в вузах; з НДІ був звільнений з політичних мотивів. Зазнав переслідувань від комуністичних властей. В 1934–1935 — у товаристві «Самопоміч», в управлінні шосейних доріг. В 1936–1941 учителював (викладав географію, геологію), методист Харківського методичного кабінету географії, заочно навчався у Харківському педагогічному інституті. В роки Другої світової війни під час гітлерівської окупації — директор Миргородського музею, інспектор початкових шкіл Миргородського повіту. Від 1944 — на еміграції в Німеччині, від 1947 — член управи Обласного представництва української еміграції, його голова. Праці присвячені сільськогоспождарчій економіці, зокрема ефективності кредиту в індивідуальних госпорарствах; радянській педагогіці та історії СРСР. Написав кілька підручників. Прихильник соборноправного устрою УАПЦ, голова Ашаффенбурзького церковного собору духовенства і мирян УАПЦ-Соборноправної 25–26 серпня 1947. Член передсоборної комісії і член президії церковного собору УАПЦ-Соборноправної 16–18 грудня 1956 у Карлсруе. 1954–1961 перший заступник директора Інституту для вивчення СРСР. 1963 переїхав до США. Дійсний член Української вільної академії наук у США. Помер у Нью-Йорку. 

## Твори
- Фізична географія. Більомберґ, 1946;
- Показник географічних назв на методичні вказівки. Авґсбурґ, 1946;
- Читання з географії України в художніх образах. Ганновер, 1946;
- Б. М. Мартос. В кн.: Український збірник, кн. 15. Мюнхен, 1959;
- К вопросу о проблеме производства молока и молочных продуктов в СССР. Мюнхен, 1963;
- Modernization and Diversity in Soviet Education. New York, 1971 [у співавт.];
- Національна політика Леніна. Мюнхен, 1974.